# Aeroportul Internațional Windhoek Hosea Kutako
Aeroportul Internațional Windhoek Hosea Kutako (IATA: WDH, ICAO: FYWH) este un aeroport din Regiunea Khomas, Namibia ce deservește zona Windhoek. Aeroportul a fost tranzitat în 2021 de 253.711 pasageri. A fost deschis în 1964 și numit după Hosea Kutako⁠(d).
Situat la o altitudine de 1.719 m, aeroportul dispune de 2 piste. Este operat de Namibia Airports Company⁠(d).

## Infrastructură

### Piste
Aeroportul dispune de 2 piste. Pista 08/26 are suprafața de asfalt și dimensiunile 4.352 m × 45 m. Pista 16/34 are suprafața de asfalt și dimensiunile 1.524 m × 30 m. 